# Ypsolopha sculpturella
Ypsolopha sculpturella là một loài bướm đêm thuộc họ Ypsolophidae. Nó được tìm thấy ở Croatia, Bulgaria, Ukraina, Hy Lạp, Crete, Thổ Nhĩ Kỳ và Israel.
Ấu trùng ăn Ephedra distachya.